# تاج‌آباد ۱ (بردسیر)
تاج‌آباد یک یک روستا در ایران است که در شهرستان بردسیر واقع شده‌است. تاج‌آباد یک ۵۲ نفر جمعیت دارد.